# Kelkel
Kelkel, parfois orthographié Kel-kel est un mouvement politique du Kirghizistan, qui a pris naissance le 15 janvier 2005, afin d'agir au cours de la Révolution des tulipes. Il joua un rôle important dans la fuite d'Askar Akayev qui fut renversé le 24 mars 2005.
Son nom signifie Renaissance. Parmi ses leaders sont des activistes comme Abraliev Kazbek ou Nazik. Le mouvement, parmi des dizaines d'autres dans le pays, a bénéficié de l'aide de la fondation Soros.
Son programme officiel était de « sauver et restaurer la démocratie sur le chemin de laquelle le Kirghizistan en 1991-1995 » . Le mouvement déclarait aussi lutter pour l'idée de démocratie et de société civile, et pour le pluralisme des idées.
Créé sur le modèle d'autres mouvements comme Kmara, qui a joué le même genre de rôle en Géorgie, ou Otpor et Pora, organisations plus importantes et plus influentes, Kelkel utilise notamment la même signalétique du poing tendu. Lié à de nombreuses organisations américaines également en relation avec ses modèles, Kelkel n'est toutefois pas en contact avec ces derniers. Inspiré par les théories de révolution non-violente inventées par Gene Sharp, il a fortement contribué a renverser le régime de Askar Akaïev, qui d'ailleurs tenta en mars 2005 de créer un mouvement similaire (nom, logo etc.) mais pro-gouvernemental.